# Johan Bakke
Johan Bakke, né le 1er avril 2004 à Sogndal en Norvège, est un footballeur norvégien qui évolue au poste de milieu défensif au Strømsgodset IF.

## Biographie

### En club
Né à Sogndal en Norvège, Johan Bakke est formé par le club de sa ville natale, le Sogndal Fotball. Il joue son premier match en professionnel le 8 septembre 2020, lors d'une rencontre de championnat face au Strømmen IF. Il entre en jeu à la place de Sivert Mannsverk lors de cette rencontre remportée par son équipe sur le score de trois buts à zéro. Le 13 avril 2021 il signe son premier contrat professionnel avec le Sogndal Fotball.
Le 24 janvier 2022, Johan Bakke s'engage en faveur du Molde FK. Le joueur de 17 ans signe un contrat de trois ans.
Lors de la saison 2022, il est sacré Champion de Norvège,.

### En sélection
Johan Bakke représente l'équipe de Norvège des moins de 17 ans, jouant un total de trois matchs en 2021. 

## Vie privée
Johan Bakke est issu d'une famille de footballeurs. Son père est Eirik Bakke, ancien international norvégien notamment passé par Leeds United et son grand-père Svein Bakke (en) était également footballeur. Tous les trois ont été formés au Sogndal Fotball, où ils ont commencé leur carrière professionnelle,.

## Palmarès
Molde FK
- Championnat de Norvège (1) :
  - Champion : 2022.